# Dominico Marquard de Löwenstein-Wertheim-Rochefort
El Príncipe Dominico Marquard de Löwenstein-Wertheim-Rochefort (7 de noviembre de 1690 - 11 de marzo de 1738) fue el segundo Príncipe de Löwenstein-Wertheim-Rochefort.
Era el sexto hijo varón y noveno vástago de Maximiliano Carlos Alberto, último Conde y primer Príncipe de Löwenstein-Wertheim-Rochefort (1656-1718), y de su segunda esposa la Condesa María Polixena Khuen von Lichtenberg und Belasi (1658-1712). Fue llamado en honor a Marquard Sebastián von Schenk von Stauffenberg (1644-1693), Príncipe-Obispo de Bamberg, que fue su padrino.
El 28 de febrero de 1712, se casó con la Landgravina Cristina de Hesse-Wanfried (1688-1728), una hija del Landgrave Carlos de Hesse-Wanfried con su segunda esposa, la Condesa Juliana Alejandrina de Leiningen-Dagsburg. Como su hermano mayor ya había fallecido, soltero y sin hijos, en ese tiempo ya era Príncipe Heredero. Dominico Marquard y Cristina tuvieron trece hijos, nueve de los cuales alcanzaron la edad adulta:
- Princesa María Cristina de Löwenstein-Wertheim-Rochefort (nacida y muerta en 1713).
- Príncipe Carlos Tomás de Löwenstein-Wertheim-Rochefort (1714-1789), casado con la Princesa María Carlota de Holstein-Wiesenburg, y tuvo una única hija, la Princesa Leopoldina de Löwenstein-Wertheim-Rochefort quien se casó con su primo, el Príncipe Carlos Alberto II de Hohenlohe-Waldenburg-Schillingsfürst; viudo se casó morganáticamente con María Josefina von Stipplin.
- Príncipe Juan Felipe Ernesto Carlos de Löwenstein-Wertheim-Rochefort (1715-1734), permaneció soltero.
- Príncipe Leopoldo Constantino de Löwenstein-Wertheim-Rochefort (1716-1770), permaneció soltero.
- Príncipe Francisco Carlos Guillermo Conrado de Löwenstein-Wertheim-Rochefort (1717-1750), se casó con la Baronesa Josefa Schirndinger von Schirnding y tuvo un hijo.
- Príncipe Cristián Felipe José Alejandro de Löwenstein-Wertheim-Rochefort (1719-1781), se casó en 1773 con la Baronesa Francisca d'Humbert, sin descendencia.
- Príncipe Juan José Wenzel de Löwenstein-Wertheim-Rochefort (1720-1788), se casó con la Baronesa Dorotea von Hausen und Gleichenstorff y tuvo un hijo.
- Princesa Sofía Guillermina María de Löwenstein-Wertheim-Rochefort (1721-1749), casada con el Príncipe Carlos Alberto I de Hohenlohe-Waldenburg-Schillingsfürst (1719-1793).
- Príncipe Teodoro Alejandro de Löwenstein-Wertheim-Rochefort (1722-1780), casado en 1751 con la Condesa Luisa de Leiningen-Dachsburg-Hartenburg.
- Una hija
- Un hijo
- Princesa María Leopoldina de Löwenstein-Wertheim-Rochefort (1726-1759), casada con el Conde Juan José Tomás  de Giovanni Verclos.
- Un hijo

En 1718, sucedió a su padre, y adquirió varias posesiones que influirían en la historia de la Casa de Löwenstein-Wertheim; en 1720 el Señorío de Haid y su castillo en Bohemia, en 1721 la pequeña localidad de mercado de Kleinheubach en posesión de los Condes de Erbach y en 1730 el Señorío de Rosenberg en Baden, del que derivó la línea católica de la familia.
El 17 de julio de 1728, la esposa murió de parto. Dominico murió diez años después, en Venecia, donde había ido a asistir al Carnaval disfrazado, y fue enterrado ahí, aunque su corazón fue trasladado a la iglesia de Wertheim.